# Pelomys minor
Pelomys minor  (Cabrera & Ruxton, 1926) è un roditore della famiglia dei Muridi diffuso nell'Africa centrale.

## Descrizione

### Dimensioni
Roditore di piccole dimensioni, con la lunghezza della testa e del corpo tra 100 e 161 mm, la lunghezza della coda tra 100 e 131 mm, la lunghezza del piede tra 21 e 27 mm, la lunghezza delle orecchie tra 13 e 16 mm e un peso fino a 56 g.

### Aspetto
Le parti superiori sono giallo-dorate con la base dei peli nerastra dei riflessi bruno-rossastri sulla groppa e sono attraversate da una sottile striscia nerastra che si estende lungo la spina dorsale, mentre le parti ventrali sono biancastre o giallo-brunastre chiare. Il naso, le orecchie, la loro base e intorno agli occhi il colore è bruno-rossiccio. Gli arti sono rossastri, il dorso dei piedi è ricoperto di peli giallo-brunastri. La coda è più lunga della testa e del corpo, nerastra sopra e grigiastra sotto.

## Biologia

### Comportamento
È una specie probabilmente parzialmente acquatica.

## Distribuzione e habitat
Questa specie è diffusa nella Repubblica Democratica del Congo centrale, sud-occidentale ed orientale, nello Zambia settentrionale, Tanzania occidentale e nell'Angola nord-orientale.
Vive nelle savane umide con erba alta, lungo le sponde dei fiumi e in vallate alberate fino a 2.160 metri di altitudine. Si trova anche in aree coltivate.

## Conservazione
La IUCN Red List, considerato il vasto areale, la popolazione numerosa e la tolleranza alle modifiche ambientali, classifica P.minor come specie a rischio minimo (Least Concern).